# The Truth Hurts (album d'Edo. G)
Pour les articles homonymes, voir The Truth Hurts.
Albums de Edo. G
Wishful Thinking
(2002)
Singles
1. On Dogz
Sortie : 2001

The Truth Hurts est le premier album studio d'Edo. G, sorti en 2000.

## Liste des titres
| No  | Titre                                                                | Contient un (des) sample(s) de                                                                                         | Durée |
| --- | -------------------------------------------------------------------- | --- | ----- |
| 1.  | Sayin' Somethin' (Produit par DJ Premier)                            | Don't Wanna Be Left Out de Freda Payne Kate's Theme du John Keating Orchestra I'm Still #1 des Boogie Down Productions | 3:52  |
| 2.  | Just Because (featuring Free – Produit par Edo. G)                   | | 4:44  |
| 3.  | On Dogz (Produit par Rich 5)                                         | | 4:22  |
| 4.  | Bitch Up Off Me (featuring Black Coffey – Produit par Product 71)    | | 5:01  |
| 5.  | What U Know (featuring Nottz – Produit par Nottz)                    | My Name Is Frankenstein! de John Morris                                                                                | 3:43  |
| 6.  | Too Much to Live Fo' (Produit par Rich 5)                            | Look-Alike de Bob James                                                                                                | 4:32  |
| 7.  | Understand (Produit par Dialek)                                      | | 4:25  |
| 8.  | Extreme (featuring Deric Quest – Produit par Xtreme)                 | | 4:28  |
| 9.  | Nothing Ventured (featuring Black Thought – Produit par Roddy Rod)   | | 4:16  |
| 10. | Don't Talk About It (Produit par DJ Spinna)                          | | 3:28  |
| 11. | Situations (featuring Pete Rock – Produit par Pete Rock)             | Manha De Carnaval d'Oscar Peterson The Robbery and the Chase de Coleridge-Taylor Perkinson Lost Ones de Lauryn Hill    | 4:26  |
| 12. | Work For It (featuring Bald Head Slick – Produit par DJ Supreme One) | | 4:29  |
| 13. | Big Business (featuring Casual et Tajai – Produit par D-Tension)     | | 4:11  |
| 14. | Last Word (featuring The Last Word – Produit par Smitty)             | | 5:11  |